# Piet de Brouwer
Petrus Godefridus de Brouwer, detto Piet (Eindhoven, 5 ottobre 1880 – Eindhoven, 5 ottobre 1953), è stato un arciere olandese.

## Palmarès

### Olimpiadi
- 1 medaglia:
  - 1 oro (Anversa 1920 nel Target Archery 28 metri a squadre)